# Yves Dechezelles
Yves Dechezelles, né le 11 novembre 1912 aux Sables-d’Olonne (Vendée) et mort le 9 janvier 2007, est un homme politique, résistant et avocat anticolonialiste français. 

## Biographie

### Famille, formation, débuts dans la politique
Issu d'une famille engagée à gauche (il est le neveu des syndicalistes Louis et Gabrielle Bouët), il rejoint les Jeunesses Socialistes en 1928 et devient le secrétaire général adjoint de leur fédération d'Alger en janvier 1933.
En 1936, il participe comme délégué du Calvados au conseil national de la SFIO.
Déçu par la politique de Léon Blum, à qui il reproche de ne pas soutenir suffisamment les républicains dans la guerre d'Espagne, il quitte alors la SFIO pour rejoindre le Parti communiste français, dont il devient très rapidement le secrétaire de la section de Caen. Son expérience au sein du PCF n'est cependant pas très concluante. Il est suspecté de trotskisme, et apprécie peu le caractère très autoritaire du fonctionnement du parti, qu'il quitte en 1938.

### Seconde Guerre mondiale
Il effectue ensuite son service militaire, et  démobilisé en 1940, il s'installe à Alger, dont sa femme est originaire. Là, il s'inscrit au barreau tout en participant à la  résistance au sein du mouvement Combat. Lors du putsch du 8 novembre 1942 à Alger, insurrection menée par 400 résistants, juifs pour la majorité dont la réussite ouvre la voie au succès  le jour même à Alger de l'Opération Torch, il fait partie du groupe D de Paul Ruff, qui va  s'emparer du Central téléphonique du Champ de manœuvre pour couper les communications téléphoniques interurbaines et avec Vichy. Le succès du débarquement allié en Afrique du Nord aura une extension rapide en Algérie et au Maroc, et  Churchill en soulignera l'importance, la fin du commencement annonçant le commencement de la fin, et comme le point de bascule de la Seconde Guerre mondiale, précédant le succès des Soviétiques à Stalingrad.
 Mais le nouveau pouvoir mis en place par les  Alliés conserve l'administration vichyste avec l' amiral Darlan pour diriger les territoires libérés, laissant de côté les résistants, déçus et révoltés, qui mènent rapidement une violente campagne contre lui.

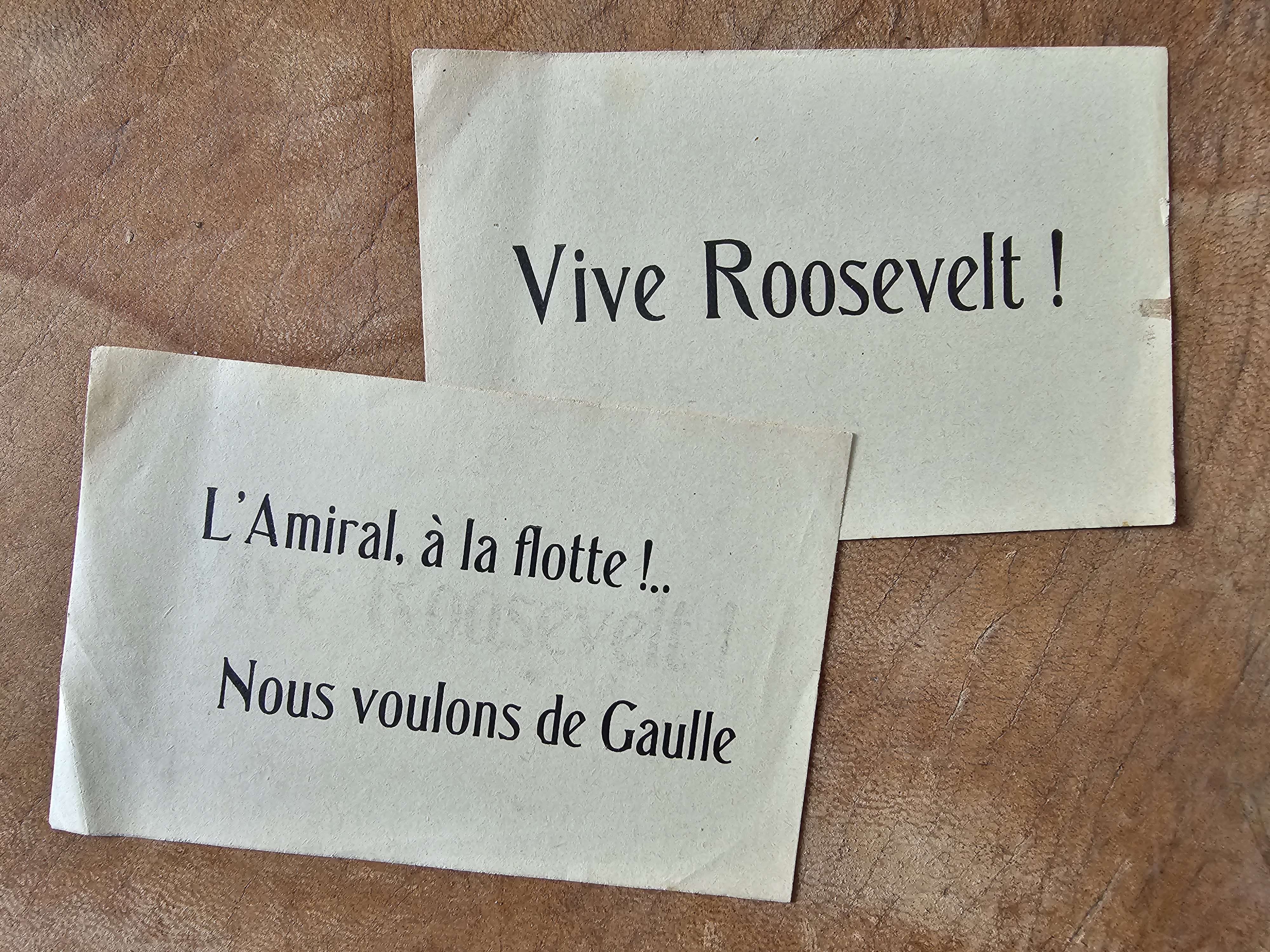
2 papillons jetés par Dechezelles, Fanfani et Preziosi, contre l'Amiral Darlan, sur le défilé militaire à Alger fin novembre 1942.

 Lors d'un collage d'affiches au début décembre 1942, Dechezelles est arrêté avec Paul Ruff, pendant que Hugues Fanfani s'enfuit. Sont ainsi incarcérés 28 résistants de la première heure, gardés au secret puis déférés ensemble devant une juridiction d'exception du gouvernement de Vichy toujours en fonction. Alerté par les requêtes incessantes de leurs femmes (dont Annie Ruff, Myriam Dechezelles et Florence Atlan), un détachement militaire allié armé obtient du juge lors du procès, le 22 décembre, l'abandon des poursuites en audience, et ainsi que ses compagnons, tous sont alors relâchés.
En 1943, il participa à la reconstitution de la SFIO alors dirigée par Daniel Mayer sous le nom de "Comité d'action socialiste". En juin 1943, il est chef de cabinet d'Adrien Tixier, commissaire au Travail et à la Prévoyance sociale au sein du Comité français de libération nationale.

### 1945 à 1955
Secrétaire administratif du groupe parlementaire socialiste en 1946, il soutient activement Guy Mollet lors du congrès qui voit Daniel Mayer mis en minorité. Il est élu au comité directeur et devient secrétaire général adjoint de la SFIO.
L'année suivante, cependant, il rompt avec Guy Mollet, estimant que l'écart entre les positions définies par le congrès de 1946 et l'attitude des parlementaires et ministres socialistes est un "fossé". Il démissionne du secrétariat général et présente, lors du congrès d'août 1947, une motion dite « d'action socialiste et révolutionnaire » (ASR). En décembre de cette même année, son courant quitte la SFIO et se transforme en parti politique autonome.
L'ASR, dont Dechezelles est secrétaire général, manque cependant de militants et d'influence. Elle participe au Rassemblement démocratique révolutionnaire, qui est sans lendemain.

### 1955 à 1970
Parallèlement, il s'engage au travers de son activité professionnelle dans la défense des militants des mouvements de libération nationale tunisien, malgache et algérien. Il est notamment connu pour être l'avocat du leader indépendantiste algérien Messali Hadj et de Mostafa Benboulaid. Aux côtés de sa jeune collaboratrice Gisèle Halimi, il défend le SNP (sans nom patronymique) Badèche Ben Hamdi, accusé à tort d'être l'assassin d'Amédée Froger, le très réactionnaire et raciste maire de Boufarik, président de l'interfédération des maires d'Algérie. Malgré les preuves de son innocence apportées à l'audience, Badèche Ben Hamdi est condamné à la peine de mort par le juge Roynard, président du tribunal permanent des forces armées d'Alger. Sur recommandation du garde des sceaux François Mitterrand, le président de la république René Coty refuse de commuer cette peine en emprisonnement perpétuel et Badèche Ben Hamdi est guillotiné le 25 juillet 1957, à 3 h 49, dans la cour de la prison de Barberousse. Son cas devient alors un symbole de la justice expéditive et injuste qui sévit dans le cadre de la guerre d'Algérie,,,,. 
Lorsqu'en 1957 le Mouvement uni de la nouvelle gauche fusionne avec le Mouvement de libération du peuple pour créer l'Union de la gauche socialiste, il devient membre du bureau politique de la nouvelle organisation, qui fusionna elle-même trois ans plus tard avec d'autres partis pour créer le Parti socialiste unifié. Il est alors membre du comité politique national du nouveau parti.
En 1963, il fait partie d’un groupe pour la disparition de l'esclavagisme avec René Cassin, Théodore Monod, Robert Buron, Félicien Challaye, Jean Cottereau, Paul Grunebaum-Ballin, le pasteur Emmanuel La Gravière, Georges Lauré, l’abbé Pierre, André Maurois, Louis Lecoin et Germaine Tillon, qui proteste publiquement contre les poursuites engagées en Algérie envers Jacob Oliel, instituteur au Sahara à Tindouf, arrêté puis assigné à résidence pour avoir dénoncé l'enlèvement à des fins de servitude d’Aouicha, une de ses élèves âgée de 7 ans, dévoilant la persistance des pratiques locales d'esclavage. L’écho important dans la presse française, la notoriété humaniste internationale des membres du groupe, et le fait pour Dechezelles d'avoir été l’avocat d’Ahmed Ben Bella, aboutiront à la libération rapide de l’instituteur dont la vie était menacée, et à son retour en France. L'affaire n'étant pas close pour autant, Redha Malek honorera l'engagement gouvernemental de mettre un terme à l'esclavage en Algérie en 1970, et Aouicha sera alors affranchie à l'âge de 14 ans.
Il s'éloigne cependant de la vie politique à partir du début des années 1970.

### Fin de vie
En 1990, il signe l'« Appel des 75 » contre la guerre du Golfe.
Il meurt le 9 janvier 2007.
Il avait reçu la médaille de la Résistance française par décret du 26 mai 1943.